# Gliniewo (Mściszewice)
Gliniewo – część wsi Mściszewice w Polsce, położona w województwie pomorskim, w powiecie kartuskim, w gminie Sulęczyno. Wchodzi w skład sołectwa Mściszewice.
W latach 1975–1998 Gliniewo administracyjnie należało do województwa gdańskiego.